# Большой Двор (Усть-Алексеевский сельсовет)
Большой Двор — деревня в Великоустюгском районе Вологодской области.
Входит в состав Усть-Алексеевского сельского поселения, с точки зрения административно-территориального деления — в Усть-Алексеевский сельсовет.
Расстояние по автодороге до районного центра Великого Устюга — 60 км, до центра муниципального образования Усть-Алексеево — 8 км. Ближайшие населённые пункты — Опалево, Заозерица, Медвежий Взвоз.
По переписи 2002 года население — 32 человека (15 мужчин, 17 женщин). Всё население — русские.